# ChaSen
ChaSen（茶筌）は、形態素解析ツールのひとつ。奈良先端科学技術大学院大学松本研究室で開発された。
ベースとなった形態素解析ツールは JUMAN であるが、統計的な手法を用いており、解析速度と使い勝手の向上を目指している。現在はIPA品詞体系を使用しており、JUMAN とはその方向性が異なっている。
開発元が所在する奈良県生駒市高山町では茶筌が特産品であり、本ツールの名称はこの茶筌に由来する。